# Actaea taiwanensis
Actaea taiwanensis là một loài thực vật có hoa trong họ Mao lương. Loài này được J.Compton, Hedd. & T.Y.Yang mô tả khoa học đầu tiên năm 1998.